# Hôtel de Bourgogne

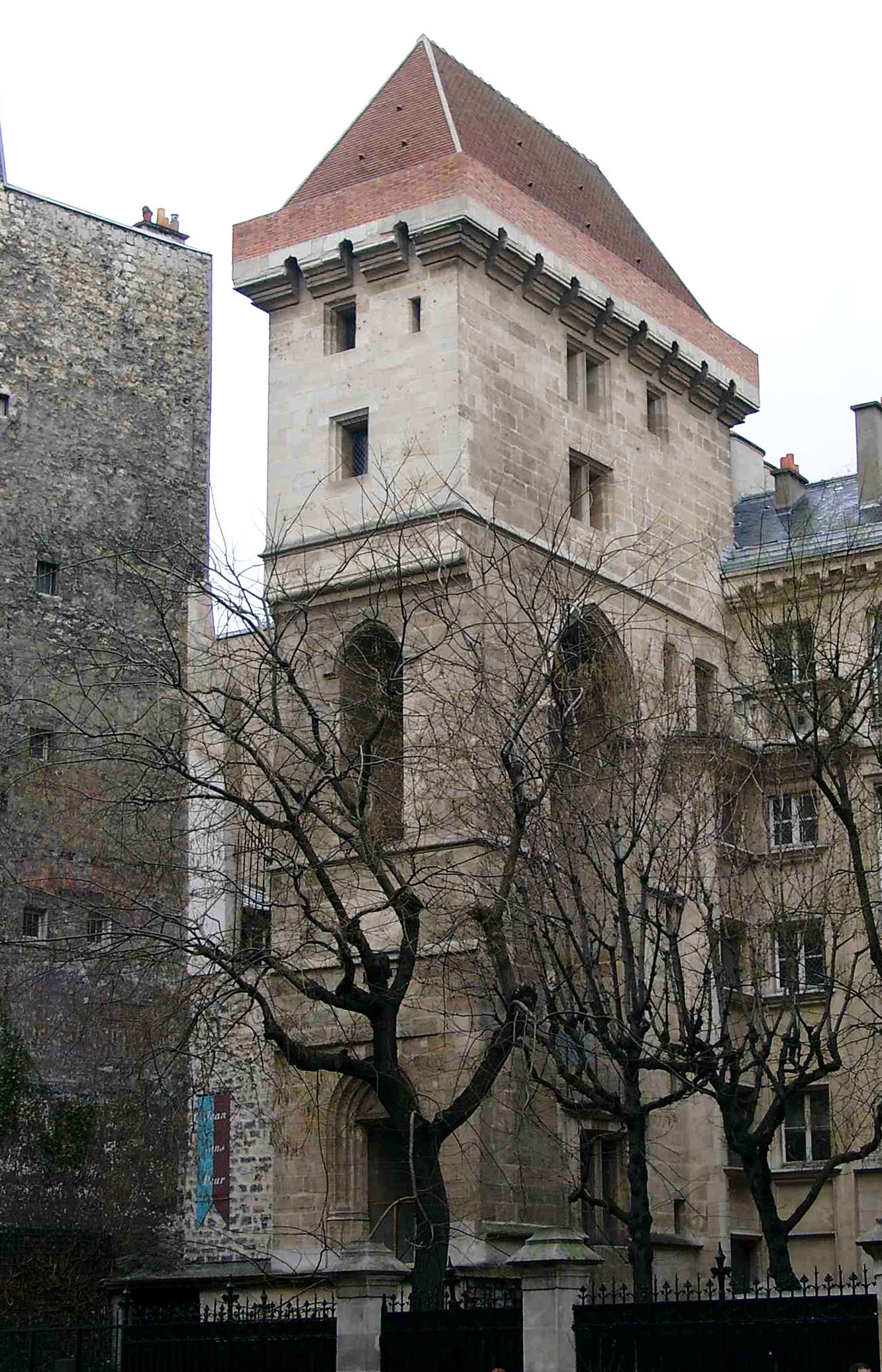
Hôtel de Bourgogne
La Tour Jean sans Peur

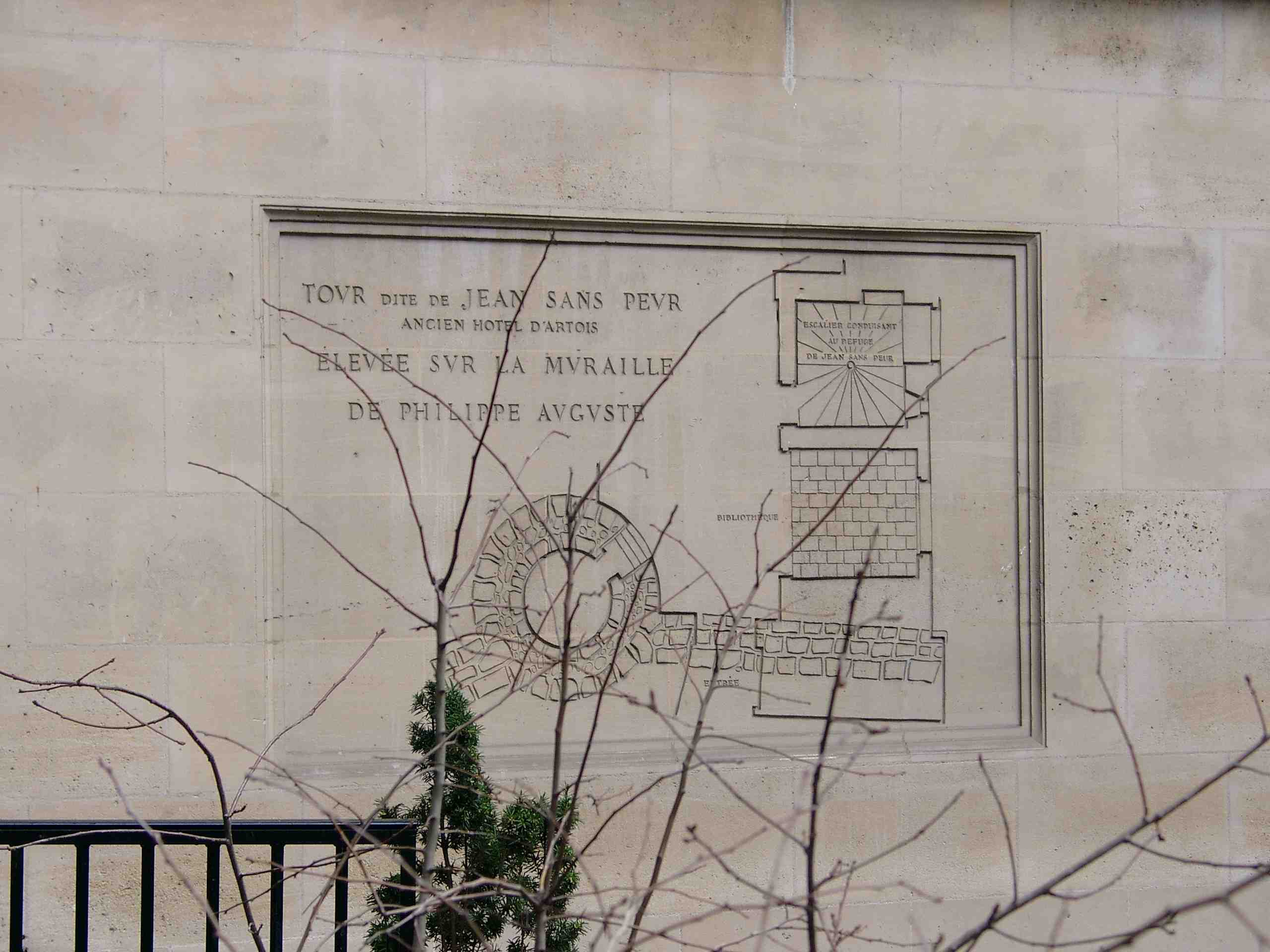
Hôtel de Bourgogne, pianta

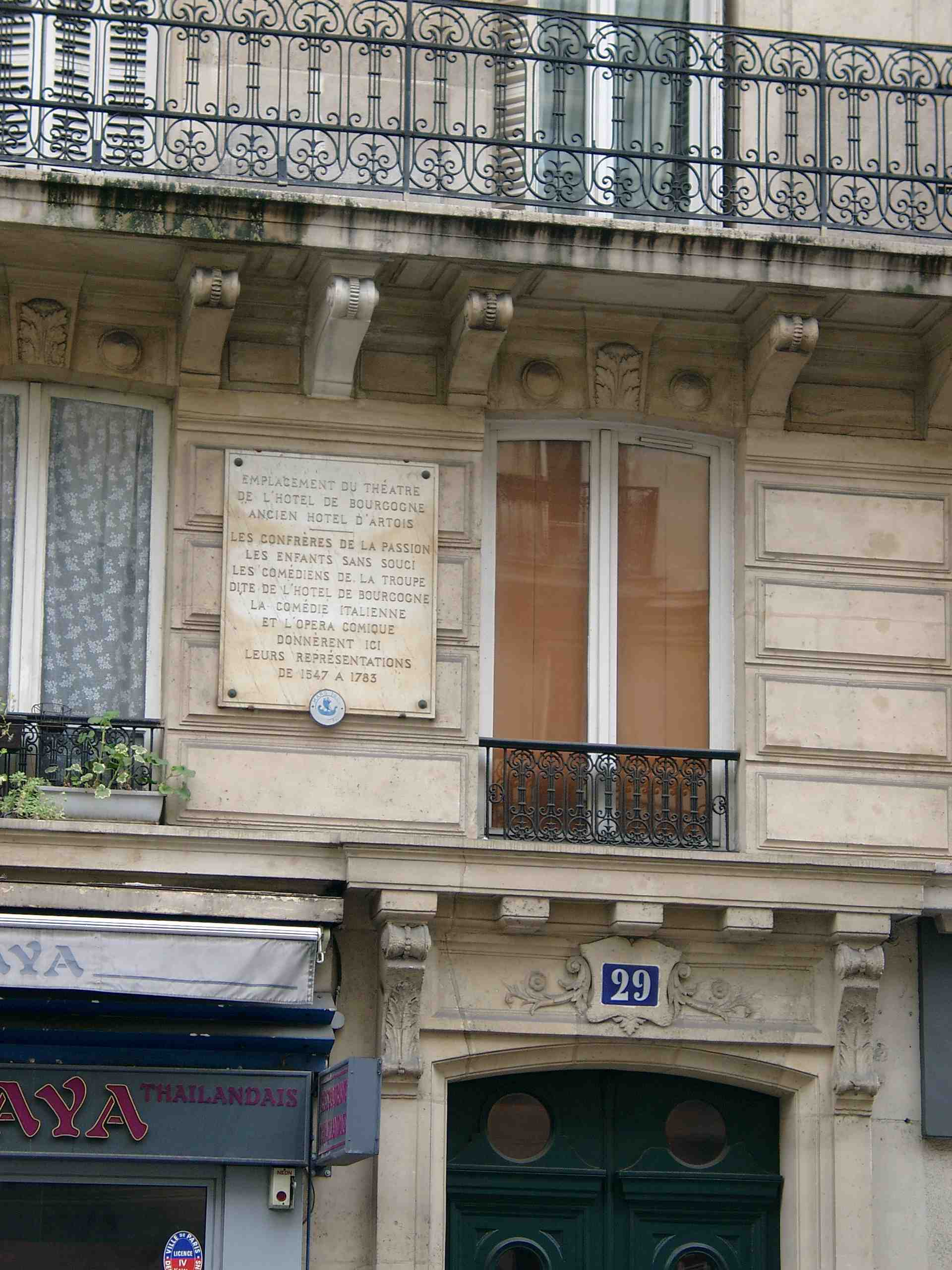
Il Théâtre de l'hôtel de Bourgogne a Parigi, in rue Étienne Marcel 29

L'Hôtel de Bourgogne fu sino alla fine del XV secolo la residenza dei duchi di Borgogna a Parigi e, in questa funzione, durante i contrasti tra gli Armagnacchi e i Borgognoni rappresentò temporaneamente il centro del potere in Francia.
Nel XVI e XVII secolo si designò con lo stesso nome il Théâtre de l'hôtel de Bourgogne (situato di fronte in posizione obliqua), dove, fino al 1697, aveva recitato la Compagnia italiana di Evaristo Gherardi, capocomico, autore teatrale e maschera di Arlecchino.
Entrambi gli edifici, palazzo e teatro, si trovano nella via oggi chiamata rue Étienne Marcel.

## Hôtel de Bourgogne
L'Hôtel de Bourgogne fu costruito nel 1270 come Hôtel d'Artois per Roberto II d'Artois, il nipote di Luigi IX di Francia detto il Santo, immediatamente a ridosso delle mura della città di Filippo Augusto. Nel 1318 attraverso il matrimonio tra Giovanna III, contessa palatina di Borgogna e contessa d'Artois, e Oddone IV, duca di Borgogna, giunse in possesso dei Borgognoni. Il loro erede principe Filippo il Bello nel 1402 fece dell'Hôtel la sua residenza principale.
Dopo l'assassinio di suo cugino, il duca Luigi di Valois (1407), il figlio di Filippo, Giovanni Senza paura, fece costruire nel 1408 al centro dell'edificio, come possibilità di ritirata, quella torre che oggi porta il suo nome, la Tour Jean sans Peur, e che è ancora visibile come unico resto dell'originale Hôtel de Bourgogne.
L'Hôtel de Bourgogne rimase come residenza dei Borgognoni fino a quando il Ducato fu ereditato dagli Asburgo.

## Théâtre de l'hôtel de Bourgogne
Nel 1548, la società dei Confratelli della Passione e della Resurrezione di Nostro Signore Gesù Cristo vi costruì una sala di spettacolo in rue Mauconseil (attualmente rue Étienne Marcel) per presentare dei misteri. Ma un decreto del Parlamento proibì all'Hôtel de Bourgogne di rappresentare opere religiose; in cambio, i confratelli della passione ottennero il monopolio delle rappresentazioni teatrali profane su Parigi, e affittarono il loro teatro alle compagnie itineranti.
Nel 1624, l'attore Pierre Le Messier installò la propria compagnia all'Hôtel de Bourgogne, seguito nel 1628 da un altro attore, Valleran Le Conte, che vi stabilì la sua "Compagnia reale" (Troupe royale) grazie alla protezione di Luigi XIII. L'Hôtel de Bourgogne entrò allora in competizione con le altre compagnie teatrali che s'insediarono a poco a poco a Parigi. Il repertorio era composto dalle farse dei famosi comici Turlupin, Gros-Guillaume, Gaultier-Garguille, Noël Lebreton de Hauteroche, oltre che dalle tragedie di Alexandre Hardy o Jean Rotrou: a queste si aggiunsero però soprattutto le tragedie di Pierre Corneille, quando Josias de Soulas (meglio noto come Floridor, uno dei maggiori interpreti di Corneille) lasciò il théâtre du Marais per prendere la direzione dell'Hôtel de Bourgogne nel 1647, e poi quelle di Jean Racine, con grandi interpreti come Zacharie Jacob (detto Monfleury) e Marie Champmeslé. Dal 1633 al 1686 Laurent Mahelot fu scenografo, direttore di scena, scenotecnico e contribuì al passaggio dai principi medioevali a quelli neoclassici e prospettici in stile italiano.
Nel 1660, il Teatro della Commedia italiana di Parigi coabitò per un periodo all'Hôtel de Bourgogne con la compagnia reale. Nel 1680, la compagnia si fuse con quella dell'Hôtel de Guénégaud, che già derivava dalla riunione dei comici del théâtre du Marais con la compagnia dell'Illustre Théâtre di Molière: fu così che per un editto di Luigi XIV venne fondata una compagnia unica e permanente, la Comédie-Française.